# Aphyosemion plagitaenium
Aphyosemion plagitaenium är en fiskart som beskrevs av Huber 2004. Aphyosemion plagitaenium ingår i släktet Aphyosemion och familjen Nothobranchiidae. Inga underarter finns listade i Catalogue of Life.